# یوگرافوفکا
یوگرافوفکا (انگلیسی: Yevgrafovka) یک شهرک در شهرستان بلاگووشچنسکی باشقیرستان کشور روسیه است.